# 1336
Пізнє Середньовіччя •  Реконкіста •  Ганза •  Авіньйонський полон пап •  Монгольська імперія •  Чорна смерть

## Геополітична ситуація
Візантійську імперію очолює Андронік III Палеолог (до 1341). Імператором Священної Римської імперії є Людвіг Баварський (до 1347). У Франції править Філіп VI Валуа (до 1350).
Апеннінський півострів розділений: північ належить Священній Римській імперії, середню частину займає Папська область, південь належить Неаполітанському королівству. Деякі міста півночі: Венеція, Піза, Генуя тощо, мають статус міст-республік. Триває боротьба гвельфів та гібелінів.
Майже весь Піренейський півострів займають християнські Кастилія і Леон, Арагонське королівство та Португалія, під владою маврів залишилися тільки землі на самому півдні. Едуард III королює в Англії (до 1377), Магнус Еріксон є королем Норвегії та Швеції (до 1364), а королем Польщі — Казимир III (до 1370). У Литві править князь Гедимін (до 1341).
Руські землі перебувають під владою Золотої Орди. Почалося захоплення територій сучасних України й Білорусі Литвою. Галицько-Волинське князівство очолює Юрій II Болеслав (до 1340). В Києві править князь Федір Іванович. Ярлик на володимирське князівство має московський князь Іван Калита.
Монгольська імперія займає більшу частину Азії, але вона розділена на окремі улуси, що воюють між собою. У Китаї, зокрема, править монгольська династія Юань. У Єгипті владу утримують мамлюки. Мариніди правлять у Магрибі. Делійський султанат є наймогутнішою державою Індії. В Японії почався період Муроматі.
Цивілізація мая переживає посткласичний період. Почали зароджуватися цивілізація ацтеків та інків.

## Події
- Королем Арагону став Педро IV.
- Англійські війська спалили шотландське місто Абердин.
- Англійський король Едуард III заборонив експорт вовни у Фландрію, що призвело до повстання ткачів на чолі з Якобом ван Артевелде.
- У Японії відбулися події, що знаменували завершення реставрації Кемму й початок періоду Муроматі. Війська, лояльні імператору Ґо-Дайґо зазнали поразки від сил Такаудзі Асікаґи в битві на річці Мінато. Кусунокі Масасіґе вчинив ритуальне самогубство. Імператор Ґо-Дайґо втік в Йосіно, де утворив Південний двір, тоді як у Північному дворі в Кіото сів новий імператор Комьо.
- На півдні Індії внаслідок повстання проти Делійського султанату виникла Віджаянагарська імперія.